# Orellana (Corredor Ecovía)
Orellana es la vigésimo octava parada correspondiente al sistema integrado de transporte Ecovía, inaugurada en el año 2001, ubicada en la Avenida 6 de Diciembre y Avenida Orellana en el sector de la Mariscal cuyas cercanías destacan el Ministerio de Industrias y Productividad entre otros sitios de interés. Toma su nombre en honor a Francisco de Orellna, cuya iconografía representa el perfil de este destacado personaje quien fue destacado explorador y conquistador en la época de la colonización española en América, tuvo una importante participación en la conquista al imperio incaico, siendo gobernador de diversas poblaciones, fue considerado uno de los conquistadores más ricos de la época.